# Corubia
Corubia là một chi bướm đêm thuộc họ Erebidae.